# Adam Woodyatt
Adam Brinley Woodyatt es un actor inglés, más conocido por interpretar a Ian Beale en la serie EastEnders.

## Biografía
Inspirado por la muerte de su padre quien perdió su batalla contra el cáncer a los 58 años, Adam ha ayudado a recaudar fondos para diversas iniciativas de investigación del cáncer. En junio del 2003 mientras se encontraba participando en un evento de caridad haciendo ciclismo se rompió la clavícula, poco después se recuperó. Antes de ser actor trabajó como carnicero en Gales.
Es muy buen amigo de la actriz Tamzin Outhwaite.
El 8 de abril de 1998 se casó con la bailarina Beverley Sharp en Disney World, Florida. La pareja le dio la bienvenida a su primera hija juntos, Jessica Woodyatt en 1993 y a su primer hijo en 1997.

## Carrera
Adam ha participado en obras como Aladdin, Mother Goose, Cinderella, Oliver, entre otras... Adam es un fotógrafo consumado, en el 2008 ganó el premio Architetural Potographer del SWPP BPPA Society por  una foto que tomó en St. Pancras.
El 19 de febrero de 1985 se unió al elenco de la exitosa serie británica EastEnders donde interpreta a Ian Beale, hasta ahora. Adam es el personaje con más tiempo en la serie y el único personaje que ha aparecido sin interrupciones desde que hizo su primera aparición en el programa.
En el 2010 participó en el video "Love Machine" donde varios de los actores que participan en EastEnders aparecieron entre ellos Patsy Palmer, Shona McGarty, Lacey Turner, Pam St. Clement, Neil McDermott, Sid Owen, Charlie Brooks, Steve McFadden y Jake Wood.

## Filmografía

### Series de televisión
| Año         | Título                        | Personaje      | Notas           |
| ----------- | ----------------------------- | -------------- | --------------- |
| 1985 - 2021 | EastEnders                    | Ian Beale      | 2,584 episodios |
| 2010        | EastEnders: E20               | Ian Beale      | 2 episodios     |
| 1983        | The Baker Street Boys         | Shiner         | 6 episodios     |
| 1983        | The Witches and the Grinnygog | Dave Firkettle | miniserie       |

### Películas
| Año  | Título                         | Personaje | Notas |
| ---- | ------------------------------ | --------- | ----- |
| 1993 | Doctor Who: Dimensions in Time | Ian Beale | corto |

### Apariciones
| Año  | Título                            | Notas                   |
| ---- | --------------------------------- | ----------------------- |
| 2010 | EastEnders: Last Tango in Walford | apareció como Ian Beale |

## Premios y nominaciones
| Año  | Categoría                                                                          | Premio                    | Serie      | Resultado |
| ---- | ---------------------------------------------------------------------------------- | ------------------------- | ---------- | --------- |
| 2015 | Best Soap Actor                                                                    | TV Choice Award           | EastEnders | Nominado  |
| 2013 | Outstanding Serial Drama Performance                                               | NTA Award                 | EastEnders | Nominado  |
| 2013 | Lifetime Achievement Award                                                         | British Soap Award        | EastEnders | Ganador   |
| 2010 | Best Actor                                                                         | British Soap Award        | EastEnders | Nominado  |
| 2010 | Outstanding Serial Drama Performance                                               | National Television Award | EastEnders | Nominado  |
| 2009 | Favourite Soap Couple (junto a Laurie Brett)                                       | TV Now Awards             | EastEnders | Nominados |
| 2008 | Spectacular Scene of the Year (junto a Steve McFadden, Thomas Law & Charlie Jones) | British Soap Awards       | EastEnders | Nominados |
| 2008 | Outstanding Serial Drama Performance                                               | National Television Award | EastEnders | Nominado  |
| 2008 | Most Popular Actor                                                                 | Digital Spy Award         | EastEnders | Nominado  |
| 2007 | Soap Scrap (junto a Laurie Brett)                                                  | All About Soap Awards     | EastEnders | Nominados |
| 2007 | Best Wedding Shock (junto a Laurie Brett)                                          | All About Soap Awards     | EastEnders | Ganadores |